# محوطه نوم رگ۱
محوطه نوم رگ۱ مربوط به عصر آهن - دوره ساسانیان است و در شهرستان دره‌شهر، بخش مرکزی، دهستان زرین دشت، ضلع جنوبی روستای جهانگیرآباد واقع شده و این اثر در تاریخ ۲۶ دی ۱۳۸۶ با شمارهٔ ثبت ۲۰۶۴۱ به‌عنوان یکی از آثار ملی ایران به ثبت رسیده است.